# Alexandra Burke
Alexandra Burke er en engelsk sanger og model, der vandt det britiske X Factor i 2008.